# Saint-Pierre-du-Palais
Saint-Pierre-du-Palais è un comune francese di 375 abitanti situato nel dipartimento della Charente Marittima nella regione della Nuova Aquitania.

## Società

### Evoluzione demografica
Abitanti censiti